# Trigonias
Trigonias je vyhynulý savec, jeden z nejstarších druhů nosorožců. Žil na přelomu eocénu a oligocénu ve vnitrozemí Severní Ameriky, byl býložravým obyvatelem lesostepí, pravděpodobně trávil část života i ve vodě. Dosahoval délky přes dva metry, v kohoutku byl vysoký přes jeden metr. Jeho váha se odhaduje mezi 300 a 600 kilogramy. Od recentních nosorožců se lišil tím, že neměl roh a že měl na předních končetinách pět prstů (jeden z nich byl však zakrnělý). Vědecký název dostal podle trojúhelníkovitého tvaru řezáků. Typovým druhem je Trigonias osborni, který popsal roku 1900 Frederic A. Lucas.